# Komisija za peticije ter za človekove pravice in enake možnosti Državnega zbora Republike Slovenije
Komisija za peticije ter za človekove pravice in enake možnosti je komisija Državnega zbora Republike Slovenije.

## Delovanje
»Komisija obravnava pritožbe in predloge državljanov, v katerih opozarjajo na določene probleme pri izvajanju zakonov in drugih aktov, obravnava pritožbe, ki se nanašajo na posamične zadeve in ukrepa pri pristojnih organih ter proučuje prošnje, pritožbe in druge pobude splošnega pomena, ki jih pošiljajo državljani državnemu zboru in drugim organom ter ugotavlja vzroke zanje. Hkrati komisija obvešča pristojna delovna telesa državnega zbora o pojavih, ki nastajajo pri uporabi zakonov in jim predlaga ustrezne ukrepe za učinkovito uresničevanje pravic, dolžnosti in pravnih interesov državljanov. Spremlja in proučuje tudi problematiko uresničevanja človekovih pravic in temeljnih svoboščin ter daje pobude in priporočila organom in pravnim osebam, spremlja in proučuje vprašanja, ki se nanašajo na uresničevanje politike enakih možnosti ter na izvajanje enakopravnega vključevanja žensk in moških na vseh področjih družbenega življenja in dela, spremlja uresničevanje mednarodnih obveznosti Republike Slovenije, ki se nanašajo na človekove pravice ter obravnava redna letna in posebna poročila varuha človekovih pravic ter poročila drugih organov, ki poročajo državnemu zboru, kolikor se ta nanašajo na izvajanje in uresničevanje človekovih pravic in temeljnih svoboščin. Prav tako komisija za peticije ter za človekove pravice in enake možnosti kot zainteresirano delovno telo obravnava predloge zakonov in drugih aktov, ki se nanašajo na človekove pravice in temeljne svoboščine ter zagotavljanje enakih možnosti.«

## Sestava
4. državni zbor Republike Slovenije
- izvoljena: ?
- predsednica: Majda Potrata
- podpredsednica: Marjetka Uhan
- člani: Zvonko Černač, Slavko Gaber, Eva Irgl, Majda Širca, Bogomir Zamernik